# Verdèse
Verdèse (korsisch A Verdese; italienisch Verdese) ist eine Gemeinde auf der französischen Mittelmeerinsel Korsika. Sie gehört zum Département Haute-Corse, zum Arrondissement Corte und zum Kanton Castagniccia. Das Siedlungsgebiet liegt auf ungefähr 480 Metern über dem Meeresspiegel. Die Nachbargemeinden sind: Polveroso im Norden, Croce im Nordosten, Piedicroce im Osten und Süden sowie Nocario im Westen.

## Bevölkerungsentwicklung
| Jahr      | 1962 | 1968 | 1975 | 1982 | 1990 | 1999 | 2006 | 2012 |
| --------- | ---- | ---- | ---- | ---- | ---- | ---- | ---- | ---- |
| Einwohner | 99   | 75   | 44   | 35   | 11   | 18   | 26   | 38   |

## Sehenswürdigkeiten
- Barocke Kirche San Sebastianu
- Kapelle San Niculaiu
- Kapelle San Pancraziu resp. Saint-Pancrace

## Persönlichkeiten
- Francis Pomponi (1939–2021), Historiker und Hochschullehrer, 2014 bis 2021 Bürgermeister von Verdèse